# Æðarfossar
L'Æðarfossar est une chute d'eau d'Islande située dans le Nord du pays, sur le cours inférieur de la Laxá í Aðaldal, juste avant son embouchure dans le Skjálfandi.